# 2215 Sichuan
2215 Sichuan је астероид главног астероидног појаса са пречником од приближно 14,82 .
Афел астероида је на удаљености од 3,527 астрономских јединица (АЈ) од Сунца, а перихел на 2,053 АЈ.
Ексцентрицитет орбите износи 0,264, инклинација (нагиб) орбите у односу на раван еклиптике 10,750 степени, а орбитални период износи 1702,818 дана (4,662 године).
Апсолутна магнитуда астероида је 11,90 а геометријски албедо 0,139.
Астероид је откривен 12. новембра 1964. године.